# کامپن، افریسل
کامپن (به هلندی: Kampen) یک منطقهٔ مسکونی در هلند است که در Kampen واقع شده‌است. کامپن ۱ متر بالاتر از سطح دریا واقع شده‌است.

## خواهرخوانده
شهرهای ماینرتس‌هاگن، پاپا، زوئست، آلمان و ایلات خواهرخوانده‌های کامپن، افریسل هستند.

## نگارخانه

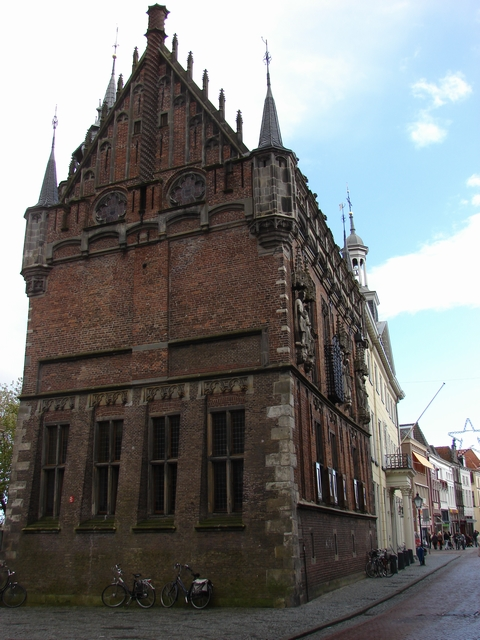
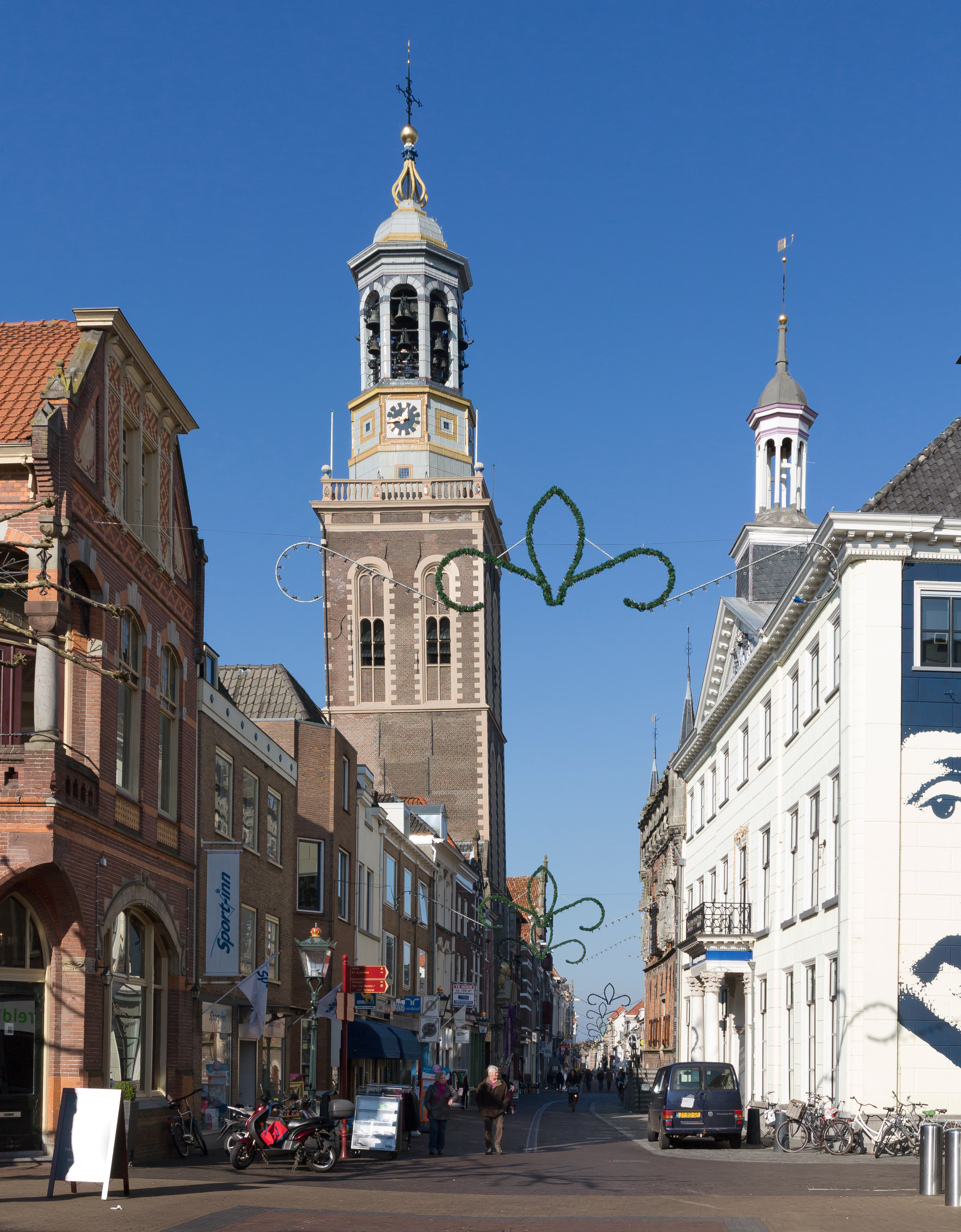
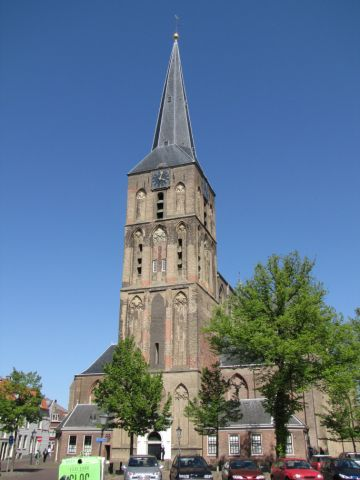
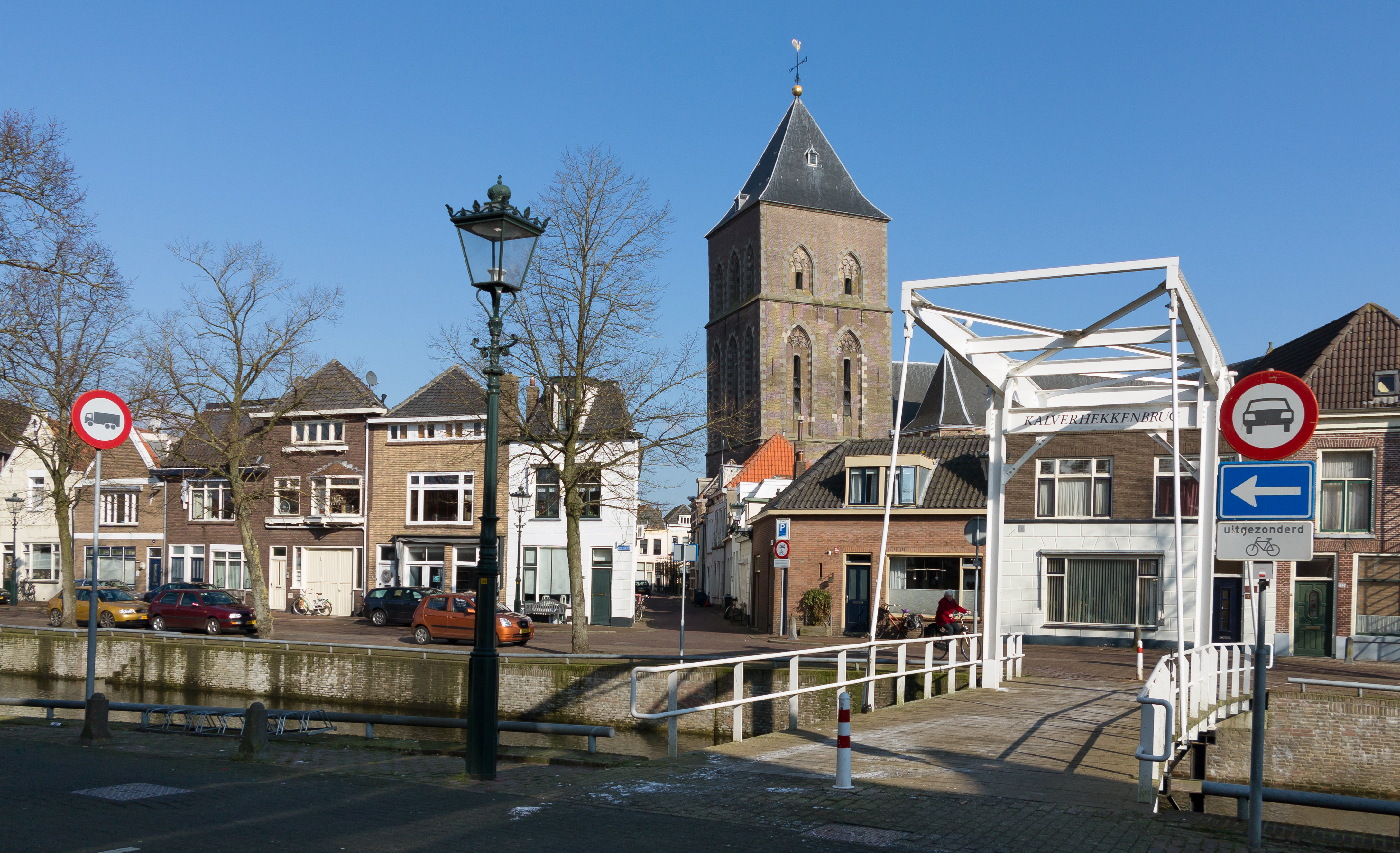
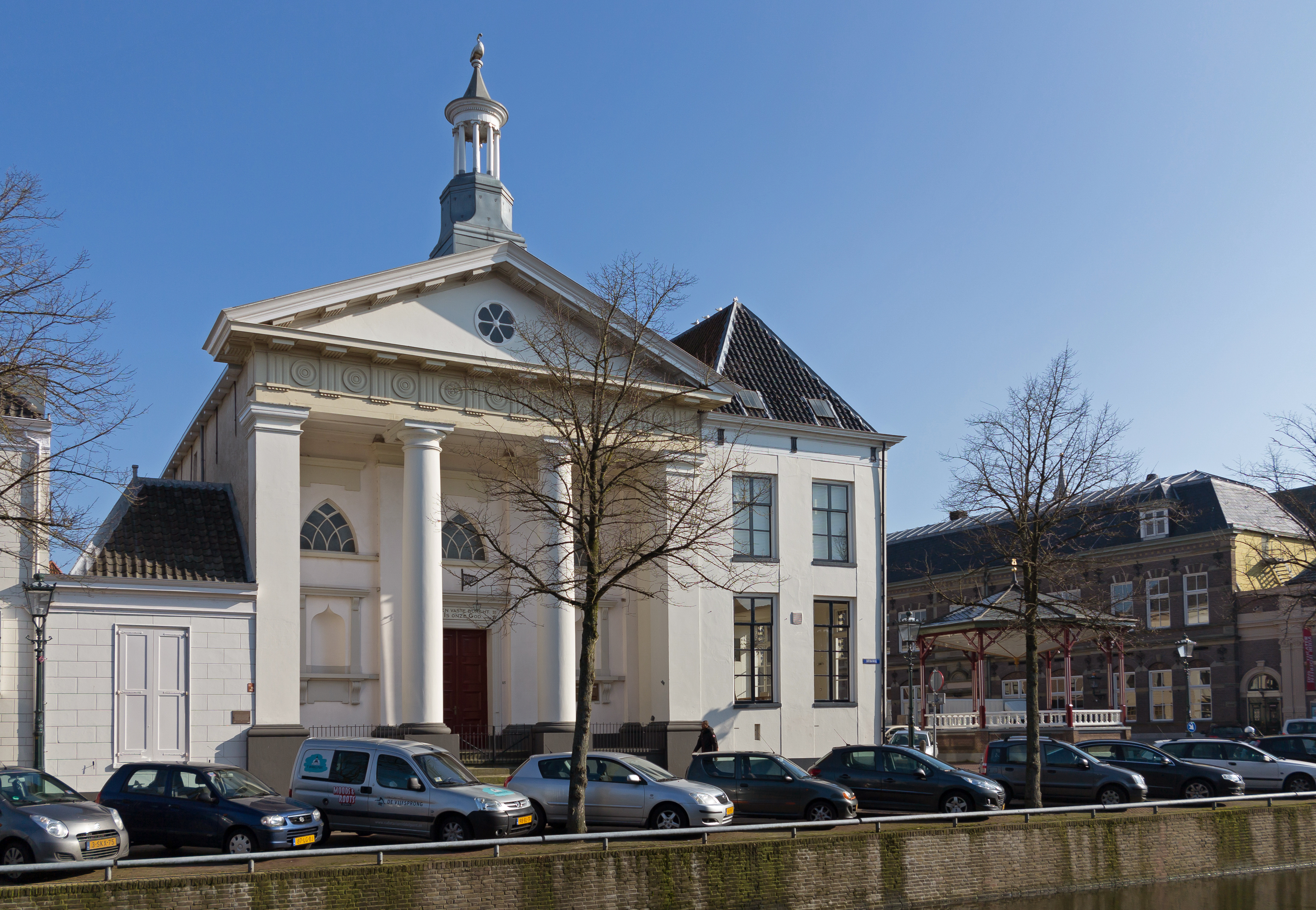
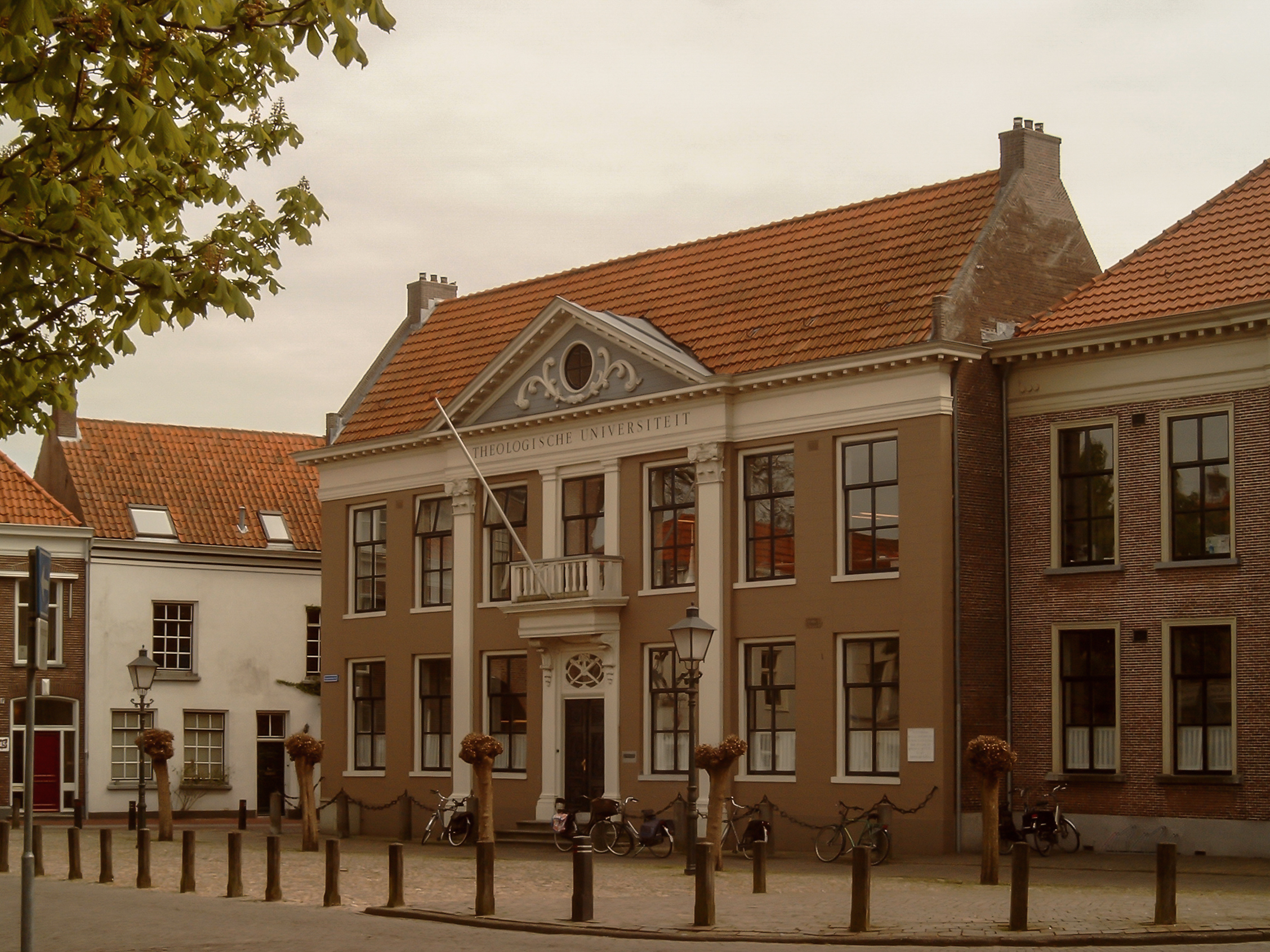
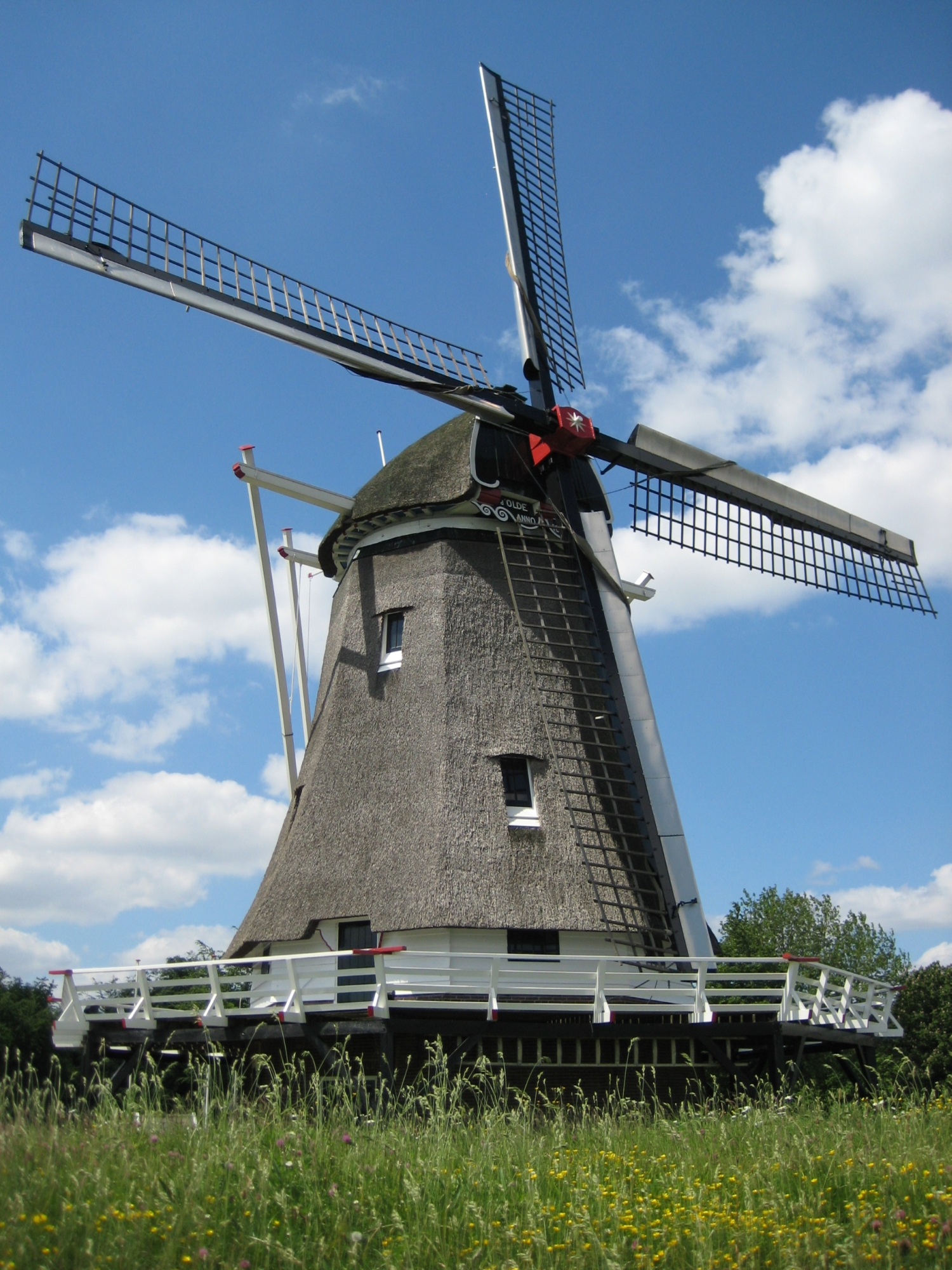
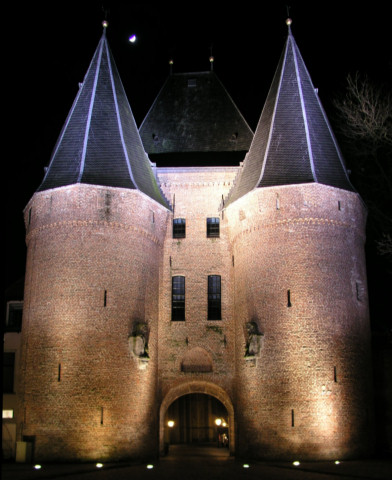
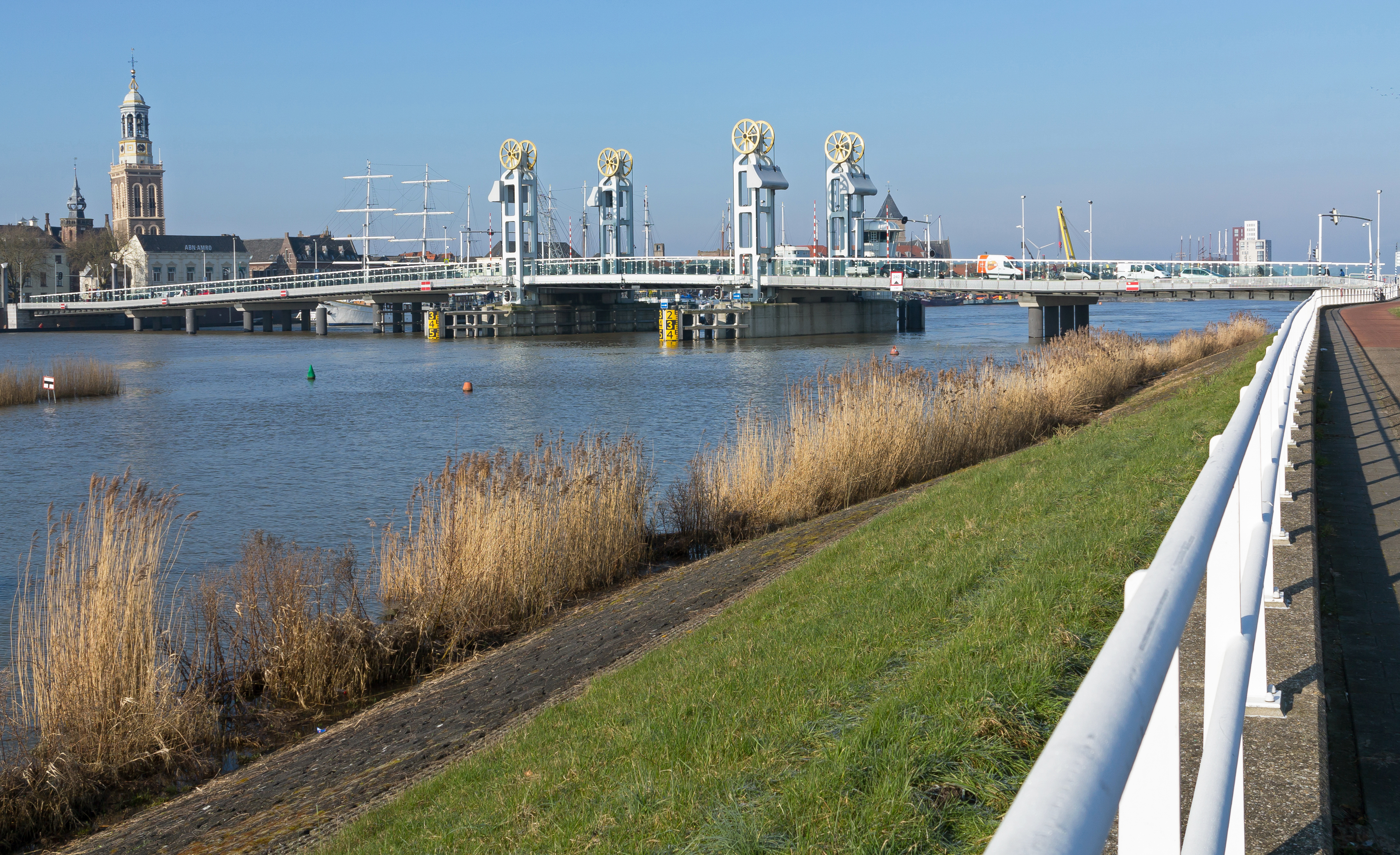
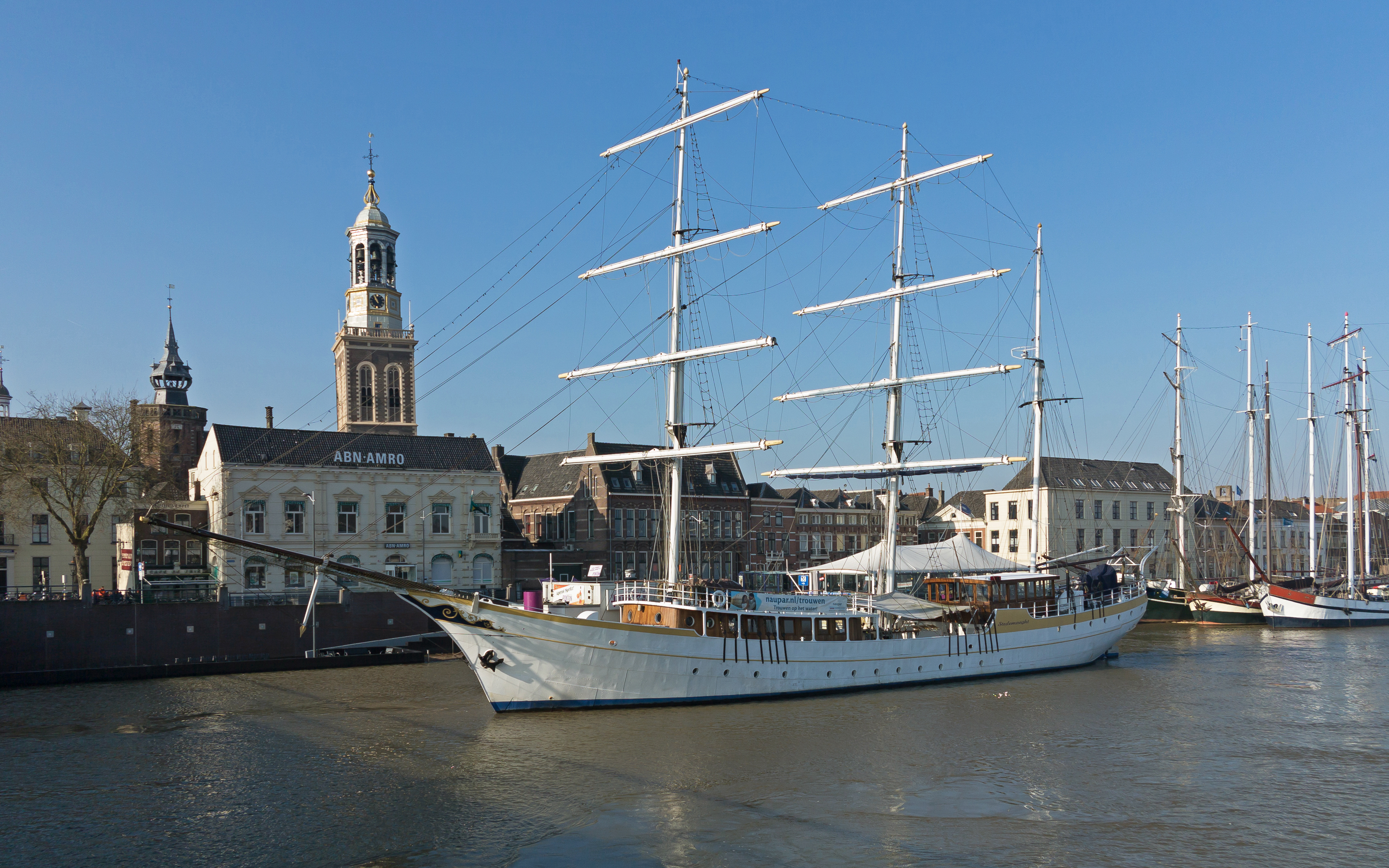
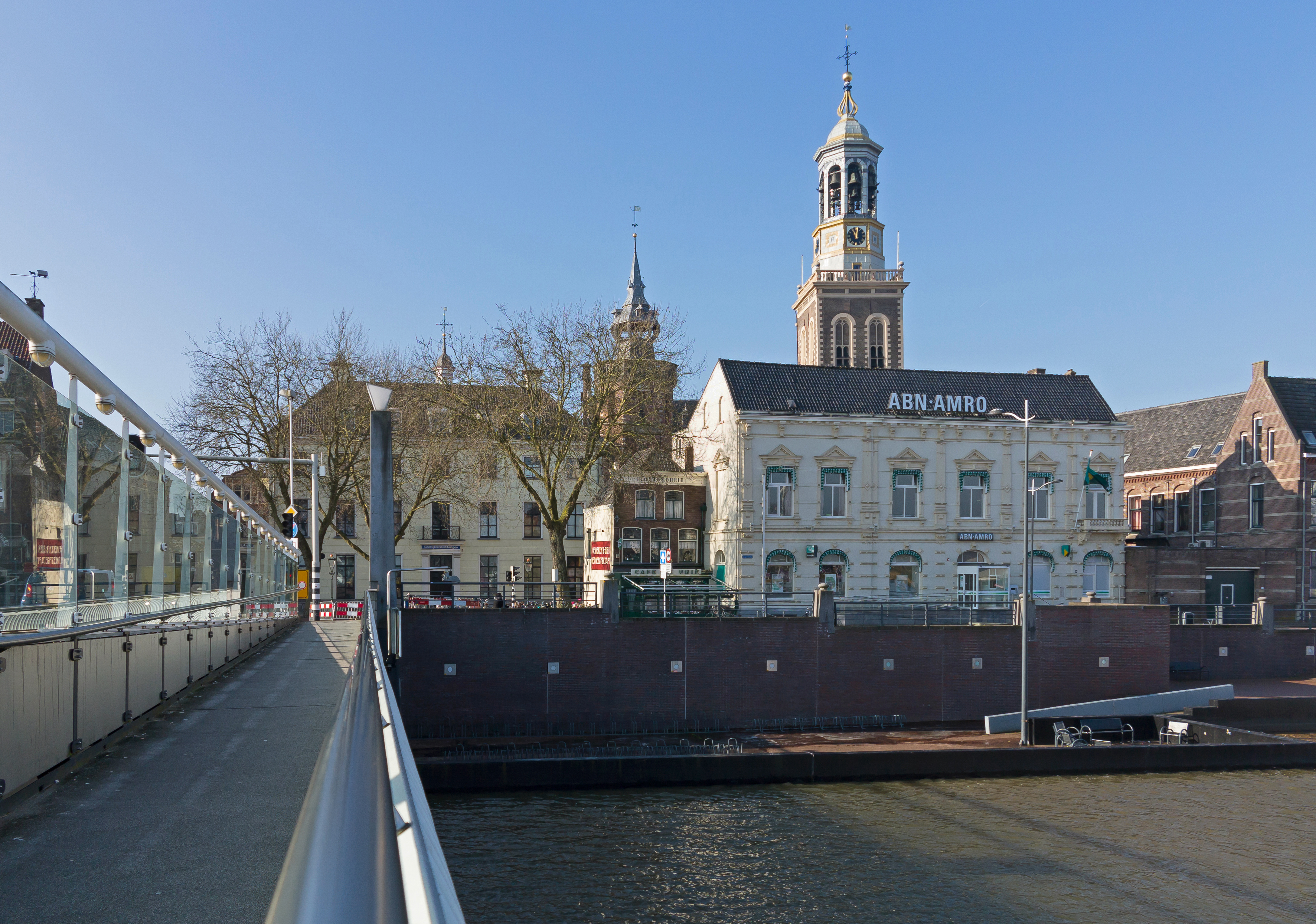
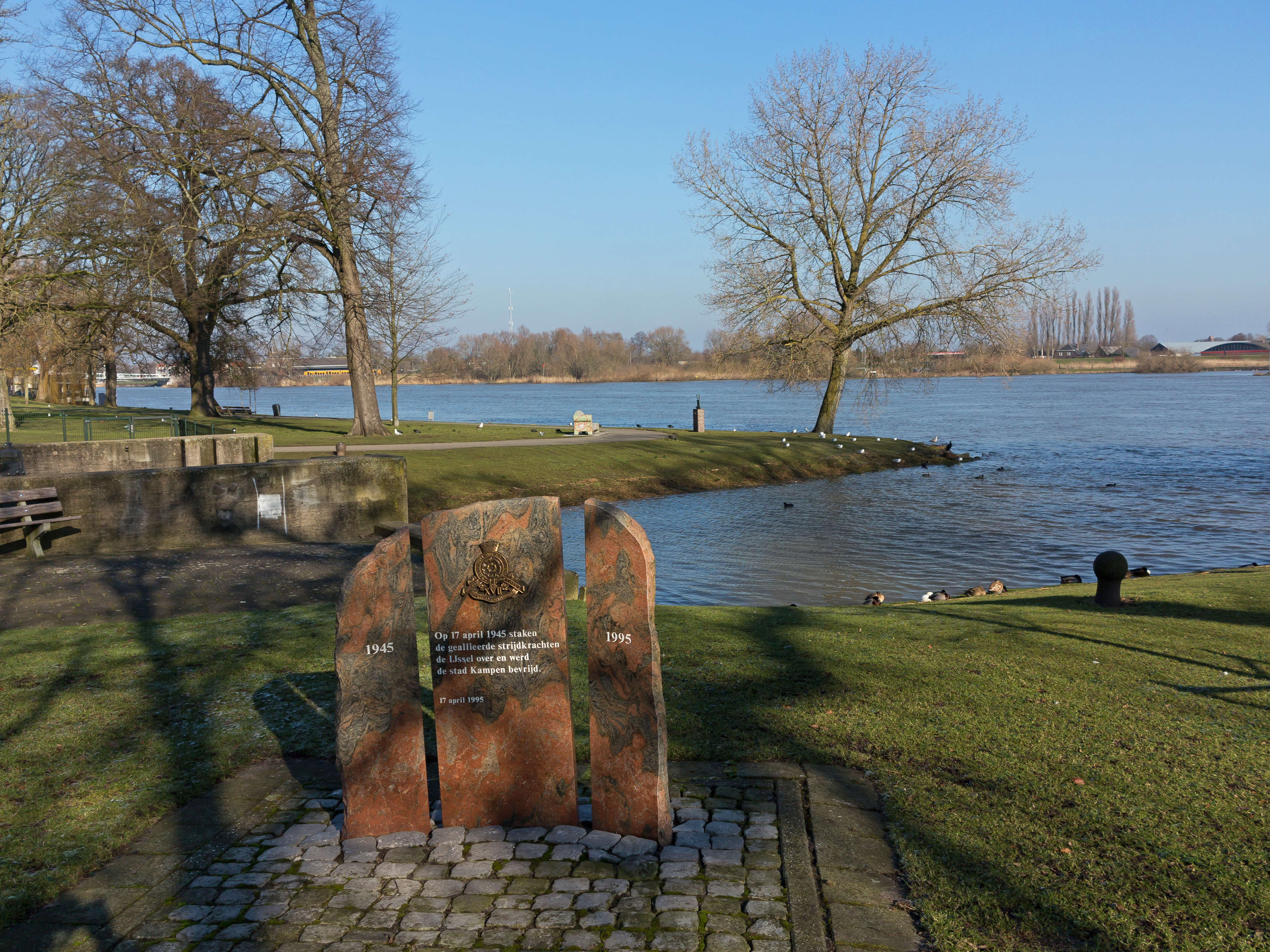